# Гримальди, Альберто
Альберто Гримальди (итал. Alberto Grimaldi; 28 марта 1925, Неаполь, Королевство Италия — 23 января 2021, Майами, США) — итальянский кинопродюсер.

## Биография
Начал карьеру в качестве продюсера со Спагетти-вестернов. Затем начал работать с художественными фильмами, снятыми такими великими режиссёрами как Федерико Феллини, Джилло Понтекорво, Пьер Паоло Пазолини, Бернардо Бертолуччи и Мартином Скорсезе (его фильм «Банды Нью-Йорка» был номинирован на «Оскар» за лучший фильм).
Его фильмы распространялись по всему миру кинокомпанией United Artists. За свою карьеру он стал продюсером более 80 картин.
В 2009 году Центром Экспериментального кинематографа была опубликована книга под названием «Альберто Гримальди. Искусство производить», написанная Паолой Савино, где в первый раз было рассказано о всей карьере неаполитанского кинопроизводителя.
Умер 23 января 2021 года, по заявлениям его сына по естественным причинам.

## Фильмография
- 1962 — Тень Зорро / итал. L'ombra di Zorro
- 1964 — итал. I due violenti
- 1965 — На несколько долларов больше
- 1966 — итал. La Muerte cumple condena
- 1966 — Viva gringo
- 1966 — День расплаты
- 1966 — Хороший, плохой, злой
- 1967 — Извините, мы занимаемся любовью?
- 1967 — Attentato ai tre grandi
- 1967 — Лицом к лицу
- 1968 — Наёмник
- 1968 — Три шага в бреду
- 1969 — Кеймада
- 1969 — Sabata
- 1969 — Ребус
- 1969 — Тихое местечко за городом
- 1969 — Сатирикон Феллини
- 1971 — Океан
- 1971 — Adiós, Sabata
- 1971 — Декамерон
- 1971 — Return of Sabata
- 1971 — Africa ama
- 1971 — Трастевере
- 1972 — Кентерберийские рассказы
- 1972 — Человек Востока
- 1972 — Последнее танго в Париже
- 1972 — Человек Ла-Манча, режиссёр Артур Хиллер
- 1973 — Похабные сказки
- 1974 — Цветок тысяча одной ночи
- 1975 — Il mio nome è Scopone e faccio sempre cappotto
- 1975 — Сало, или 120 дней Содома
- 1976 — Сиятельные трупы
- 1976 — Двадцатый век
- 1976 — Казанова Федерико Феллини
- 1979 — Поездка с Анитой
- 1980 — итал. Corse a perdicuore
- 1986 — Джинджер и Фред
- 2002 — Банды Нью-Йорка
- 2003 — итал. La Tivù di Fellini

## Награды
- Итальянский национальный синдикат киножурналистов — Лучший продюсер (1970).

## Номинации
- Оскар (2003) — Лучший фильм (Банды Нью-Йорка).
- BAFTA (2003) — Лучший фильм (Банды Нью-Йорка); BAFTA (1987) — лучший иностранный фильм (Джинджер и Фред).